# Ziemowit Fedecki
Ziemowit Fedecki (24. září 1923, Lebiod, Bělorusko – 8. ledna 2009, Varšava) byl polský slavista a překladatel.

## Životopis
V době německé okupace byl nápomocen židovskému obyvatelstvu.
V období 1948–1950 působil v sekci ruské literatury vydavatelství Czytelnik. V roce 1954 spoluzaložil STS, pro který psal texty. Od roku 1950 pracoval pro měsíčník Twórczość. Fedecki překládal hlavně z ruštiny (Alexandr Kuprin, Boris Leonidovič Pasternak, Michail Bulgakov a další). Byl také redaktorem posmrtně vydávaných spisů Edwarda Stachury.

## Ocenění
- 2001 cena PEN klubu[1].